# Disphragis gelduba
Disphragis gelduba är en fjärilsart som beskrevs av William Schaus 1892. Disphragis gelduba ingår i släktet Disphragis och familjen tandspinnare. Inga underarter finns listade i Catalogue of Life.